# Malahivka, Luhînî
Malahivka (în ucraineană Малахівка) este un sat în comuna Lîpnîkî din raionul Luhînî, regiunea Jîtomîr, Ucraina.

## Demografie
Componența lingvistică a localității Malahivka
     Ucraineană (100%)
Conform recensământului din 2001, toată populația localității Malahivka era vorbitoare de ucraineană (100%).